# Amt Zeil
Das Amt Zeil (zeitgenössisch auch Amt Zeyl, ursprünglich Amt Schmachtenberg) war ein Amt des Hochstifts Bamberg.

## Geschichte
Die Anfänge der bambergischen Herrschaft lagen in der Erwerbung des Gutshof Curtis Zilin vom Kloster Michelsberg zwischen 1024 und 1040, siehe Zeil am Main#Die Anfänge als herrschaftlicher Großhof. Zu dem Hof gehörte umfangreicher Grundbesitz und das Zentgericht. Basis der Herrschaft Bambergs im Gebiet waren die Burg Zeil, die Burg Schmachtenberg und die Burg Ebersberg. Im Rahmen der Territorialisierung entstand aus diesen Besitzungen das Amt Schmachtenberg (später Amt Zeil) und das Amt Ebersberg. Amt Ebersberg wurde später aufgehoben und ging im Amt Zeil und im Amt Theres des Klosters Theres auf.
Das Amt Schmachtenberg bestand aus Zeil, Augsfeld, Krum, Bischofsheim, Schönbach, Schmachtenberg, Ziegelanger und Steinbach.
Das Amt Ebersberg umfasste Untertheres (Kloster Theres), Dampfach (die bambergischen Rechte wurden mit Würzburg getauscht), Steinsfeld (Kloster Theres), Wonfurt (Fuchs von Bimbach), Westheim (ganerbisch), Knetzgau, Sand, Zell und Oberschleichach (Würzburg).
Die Ämter waren mehrfach verpfändet. Am 20. Februar 1452 bestimmte Bischof Anton von Rotenhan, dass nach dem Heimfall der Ämter durch den Tod von Jorgs von Leonstein keine weitere Verpfändung mehr erfolgen durfte.
Diese Ämter lagen wie ein Keil zwischen den Würzburger Ämtern Haßfurt und Eltmann. Entsprechen kam es zwischen beiden Hochstiften zu Konflikten um verschiedene Rechte, die in mehreren Verträgen bereinigt wurden. Der Vertrag zu Zeil vom 31. August/7. September 1587 regelte so z. B. die Centgrenze zwischen der Cent Zeil und der Cent Haßfurt. Besonders umstritten waren die Ansprüche an Knetzgau, die erst 1719 (im Sinne eines Schiedsspruchs aus dem Jahr 1389) geregelt waren. Danach gehörte die Vogtei Bamberg, die Centgerichtsbarkeit stand aber Würzburg zu. Am Ende des Prozesses war das Amt Zeil eine bambergische Exklave, die vollständig von würzburgischem Gebiet eingeschlossen war.
Am Ende des HRR bestanden im Hochstift Bamberg 54 Vogteiämter, an deren Spitze ein Vogt stand. Die Aufgaben dieser Vogteiämter waren sowohl Verwaltungsaufgaben als auch die Ausübung der Niederen Gerichtsbarkeit. Das Amt Zeil war eines dieser 54 Vogteiämter. Es war gleichzeitig Steueramt, also für den Einzug der Steuern zuständig. Die Verwaltung der Kammergüter und Lehen wurde vom Amt Zeil als Kastenamt durchgeführt.
Die wirtschaftliche Bedeutung des Amtes für das Hochstift Bamberg war durchschnittlich und wurde daher als Amt II. Klasse (von 5) geführt. Die Steuererträge des Steueramtes betrugen im Durchschnitt in der Amtszeit von Peter Philipp von Dernbach (1672–1683) 2974 und in der Amtszeit von Marquard Sebastian Schenk von Stauffenberg (1683–1693) 2764 fränkische Gulden pro Jahr.

## Das Zentgericht
Die bambergische Cent Zeil umfasste die Orte Zeil, Schmachtenberg, Ziegelanger und Zell. Die Centgerechtigkeit über Steinbach war strittig. In einem Rezess mit dem Hochstift Würzburg 1685 wurde diese Bamberg zugesprochen.

## Oberamt
Das Amt Zeil war eines der zuletzt 18 Oberämter des Hochstiftes. Damit war keine Überordnung über andere Ämter verbunden. In den Oberämtern gab es neben dem Vogt einen Oberamtmann aus dem lokalen Adel. Im Fall der Pflege Veldenstein stellte die Familie Rotenhan typischerweise diesen Oberamtmann. Das Amt selbst war weitgehend Sinekure.

## Umfang
Am Ende des HRR gehörten folgende Orte zum Amt: Augsfeld, Bischofsheim, Knetzgau, Lembach, Roßstadt, Sand, Schmachtenberg, Staffelbach, Steinbach, Vieret, Wörth, Zell, Zeil und Ziegelanger.

## Auflösung
Mit dem Übergang des Hochstifts Bamberg an Kurpfalz-Bayern aufgrund des Reichsdeputationshauptschlusses wurde das Amt 1803 aufgelöst und dem Landgericht älterer Ordnung Landgericht Haßfurt zugeordnet. Dieses war nicht der Landesdirektion Bamberg, sondern der Landesdirektion Würzburg nachgeordnet.

## Persönlichkeiten

### Oberamtmänner
- Georg Wolfgang von Rotenhan (1658–1695)
- Joachim Ignatz von Rotenhan (1695–1733)
- Johann Alexander von Rottenhan (1733–1763)
- Friedrich Karl von Schaumburg (1763–1770)
- Friedrich Christoph Philipp von Rotenhan (1772–1790)[2]
- Franz Philipp Freiherr von Guttenberg [1799][3]